# 洛戈伊斯克
洛戈伊斯克（羅馬化：Lahojsk，發音：[ɫʌˈɣɔɪsk]，羅馬化：Logoysk）是白俄羅斯的城鎮，位於首都明斯克東北36公里，由明斯克州負責管轄，始建於1078年，市內有滑雪勝地，2006年人口10,100。第二次世界大戰期間，納粹德國在1941年6月27日至1944年7月2日佔領該鎮。